# Chirality
Chirality — щомісячний рецензований науковий журнал, у якому публікуються оригінальні наукові роботи про роль хіральності в хімії та біохімії щодо біологічних, хімічних, фармакологічних, спектроскопічних і фізичних властивостей. Головний редактор Ніна Берова (Колумбійський університет).
За даними Journal Citation Reports, імпакт-фактор журналу на 2021 рік становить 2,183. 